# Municipio de Watkins (Carolina del Norte)
El municipio de Watkins (en inglés: Watkins Township) es un municipio ubicado en el  condado de Vance en el estado estadounidense de Carolina del Norte. En el año 2010 tenía una población de 640 habitantes.

## Geografía
El municipio de Watkins se encuentra ubicado en las coordenadas 36°17′3.53″N 78°29′3″O / 36.2843139, -78.48417.